# Harald Schröter
Harald Schröter ist ein deutscher Poolbillardspieler. Er wurde 1989 Deutscher Meister der Herren und zweimal Deutscher Meister der Senioren.

## Karriere
Bei der Deutschen Meisterschaft 1989 gewann Harald Schröter durch einen Finalsieg gegen Uwe Tebuckhorst den 8-Ball-Pokal-Wettbewerb.
Bei den Senioren wurde er 2007 im Finale gegen Achim Gharbi Deutscher Meister im 9-Ball und Dritter im 14/1 endlos. 2008 gewann er das 9-Ball-Finale gegen Reiner Wirsbitzki und wurde Dritter im 14/1 endlos. Bei der Deutschen Meisterschaft 2009 erreichte Schröter das Finale im 14/1 endlos, verlor dort jedoch gegen Thomas Damm.
Mit Joker Geldern spielte Schröter mehrere Jahre in der 1. Bundesliga. Derzeit spielt er mit dem PBSC Bonn in der Regionalliga.